# Resolutie 2130 Veiligheidsraad Verenigde Naties
Resolutie 2130 van de Veiligheidsraad van de Verenigde Naties werd op 18 december 2013 aangenomen door de VN-Veiligheidsraad. Veertien leden van de Raad stemden voor; Rusland onthield zich opnieuw omdat de einddatum van het tribunaal vooruit werd geschoven met alle kosten van dien zonder dat Russische voorstellen om er iets aan te doen werden gehoord.

## Achtergrond
In 1980 overleed de Joegoslavische leider Tito, die decennialang de bindende kracht was geweest tussen de zes deelstaten van het land. Na zijn dood kende het nationalisme een sterke opmars en in 1991 verklaarde Bosnië en Herzegovina zich onafhankelijk. De Servische minderheid in het land kwam hiertegen in opstand en begon een burgeroorlog, waarbij ze probeerden de Bosnische volkeren te scheiden. Tijdens die oorlog vonden massamoorden plaats waarbij tienduizenden mensen omkwamen. In 1993 werd het Joegoslavië-tribunaal opgericht, dat de oorlogsmisdaden die hadden plaatsgevonden moest berechten.

## Inhoud

### Waarnemingen
Op 1 juli 2013 was de afdeling van het Internationaal Residumechanisme voor Straftribunalen voor ex-Joegoslavië van start gegaan.

### Handelingen
Het Joegoslavië-tribunaal werd verzocht er alles aan te doen zo spoedig mogelijk af te ronden. Eerder was voorzien dat alle rechtszaken tegen 31 december 2014 moesten zijn afgelopen, maar het was duidelijk dat dit niet meer haalbaar was.
Thans werden de ambtstermijnen van de volgende rechters en rechters ad litem verlengd tot 31 december 2014:
- Koffi Kumelio Afande
- Carmel Agius
- Liu Daqun
- Theodor Meron
- Fausto Pocar
- Patrick Robinson

- Jean-Claude Antonetti
- O-Gon Kwon
- Burton Hall
- Howard Morrison
- Guy Delvoie
- Christoph Flügge

- Alphons Orie
- Bakone Justice Moloto
- Melville Baird
- Flavia Lattanzi
- Antoine Kesia-Mbe Mindua

## Verwante resoluties
- Resolutie 2081 Veiligheidsraad Verenigde Naties (2012)
- Resolutie 2123 Veiligheidsraad Verenigde Naties
- Resolutie 2183 Veiligheidsraad Verenigde Naties (2014)
- Resolutie 2193 Veiligheidsraad Verenigde Naties (2014)

Lijst ·  2086 ·  2087 ·  2088 ·  2089 ·  2090 ·  2091 ·  2092 ·  2093 ·  2094 ·  2095 ·  2096 ·  2097 ·  2098 ·  2099 ·  2100 ·  2101 ·  2102 ·  2103 ·  2104 ·  2105 ·  2106 ·  2107 ·  2108 ·  2109 ·  2110 ·  2111 ·  2112 ·  2113 ·  2114 ·  2115 ·  2116 ·  2117 ·  2118 ·  2119 ·  2120 ·  2121 ·  2122 ·  2123 ·  2124 ·  2125 ·  2126 ·  2127 ·  2128 ·  2129 ·  2130 ·  2131 ·  2132